# Patnáctková soustava
Patnáctková soustava je málo rozšířená číselná soustava o základu čísla 15. Obvykle se v ní používají číslice desítkové soustavy (0-9) doplněné o písmena A (hodnota 10), B (hodnota 11), C (hodnota 12), D (hodnota 13) a E (hodnota 14).

## Srovnání s desítkovou soustavou
| Číslo v desítkové soustavě | Číslo v patnáctkové soustavě |
| -------------------------- | ---------------------------- |
| 1                          | 1                            |
| 2                          | 2                            |
| 3                          | 3                            |
| 4                          | 4                            |
| 5                          | 5                            |
| 6                          | 6                            |
| 7                          | 7                            |
| 8                          | 8                            |
| 9                          | 9                            |
| 10                         | A                            |
| 100                        | 6A                           |
| 1000                       | 46A                          |
| 10 000                     | 2E6A                         |
| 100 000                    | 1E96A                        |
| 1 000                      | 14B46A                       |